# Idaea limbolata
Idaea limbolata är en fjärilsart som beskrevs av Paul Mabille 1900. Idaea limbolata ingår i släktet Idaea och familjen mätare. Inga underarter finns listade i Catalogue of Life.